# Bartang
De Bartang is een rivier in Afghanistan en Tadzjikistan met een lengte van 528 km, of 133 km zonder de loop van de Aksu en Murghab zoals de rivier stroomopwaarts ook aangeduid wordt.
De Bartang ontstaat in de Afghaanse provincie Badachsjan als de afwaterende rivier van het Chaqmaqtinmeer in de vallei van Klein Pamir in het oosten van de Wachan-corridor in Afghanistan. Daar wordt de rivier ook aangeduid als de Aksu, wat staat voor wit water.  Dicht bij het Chaqmaqtinmeer is ook een van de bronnen van de Wachan. Deze laatste volgt ten westen van de waterscheiding de vallei westwaarts, de Aksu loopt initieel oostwaarts voor enkele kilometers alvorens de grens met Tadzjikistan te kruisen en vervolgens noordwaarts en later noordwestwaarts rond de uitlopers van het Wachangebergte te draaien door de autonome provincie Gorno-Badachsjan. De rivier stroomt door de stad Murghab, waarna de naam verandert in de Murghab, wat vogelrivier betekent. 
Enkele kilometers stroomafwaarts van de stad ontstond in februari 1911 het Sarezmeer, als gevolg van de zware aardbeving van Sarez die leidde tot een aardverschuiving en de vorming van een natuurlijke dam waar de Murghab initieel niet verder kon stromen en pas na de vorming van het meer en de verkregen hoogte de dam kon dwarsen, nadien als Usoidam benoemd, die met 567 meter hoogte de hoogste natuurlijke dam ter wereld werd.  Het achterliggende meer heeft een inhoud van meer dan 16.000 kubieke kilometer water. Het water over de dam heeft een debiet van 45 m³/s. 
Terug enkele kilometer stroomafwaarts vervoegt de Ghudara de Murghab vanaf waar de rivier steeds als de Bartang wordt aangeduid. 133 km verder mondt de Bartang uit in de Pandzj op de grens van Afghanistan en Tadzjikistan. Het debiet bij de monding bedraagt 128 m³/s. Het stroomgebied heeft een oppervlakte van 24.700 km². 